# Польская Википедия
По́льская Википе́дия (пол. Wikipedia polskojęzyczna) — раздел Википедии на польском языке, открытый 26 сентября 2001 года.
По состоянию на 12 августа 2025 года польский раздел Википедии содержит 1 665 861 статей. Зарегистрировано 1 405 102 участника, из них 11 056 совершили какое-либо действие за последние 30 дней; 96 участников имеют статус администратора. Общее число правок составляет 77 182 023.
Занимает 10 место по количеству статей среди всех разделов и второе среди разделов на славянских языках, уступая лишь русской Википедии.
4 июля 2018 года польский раздел присоединился к протестам против планируемого принятия Европарламентом т. н. «Директивы об авторском праве на Едином цифровом рынке» (англ. Directive on Copyright in the Digital Single Market).

## История

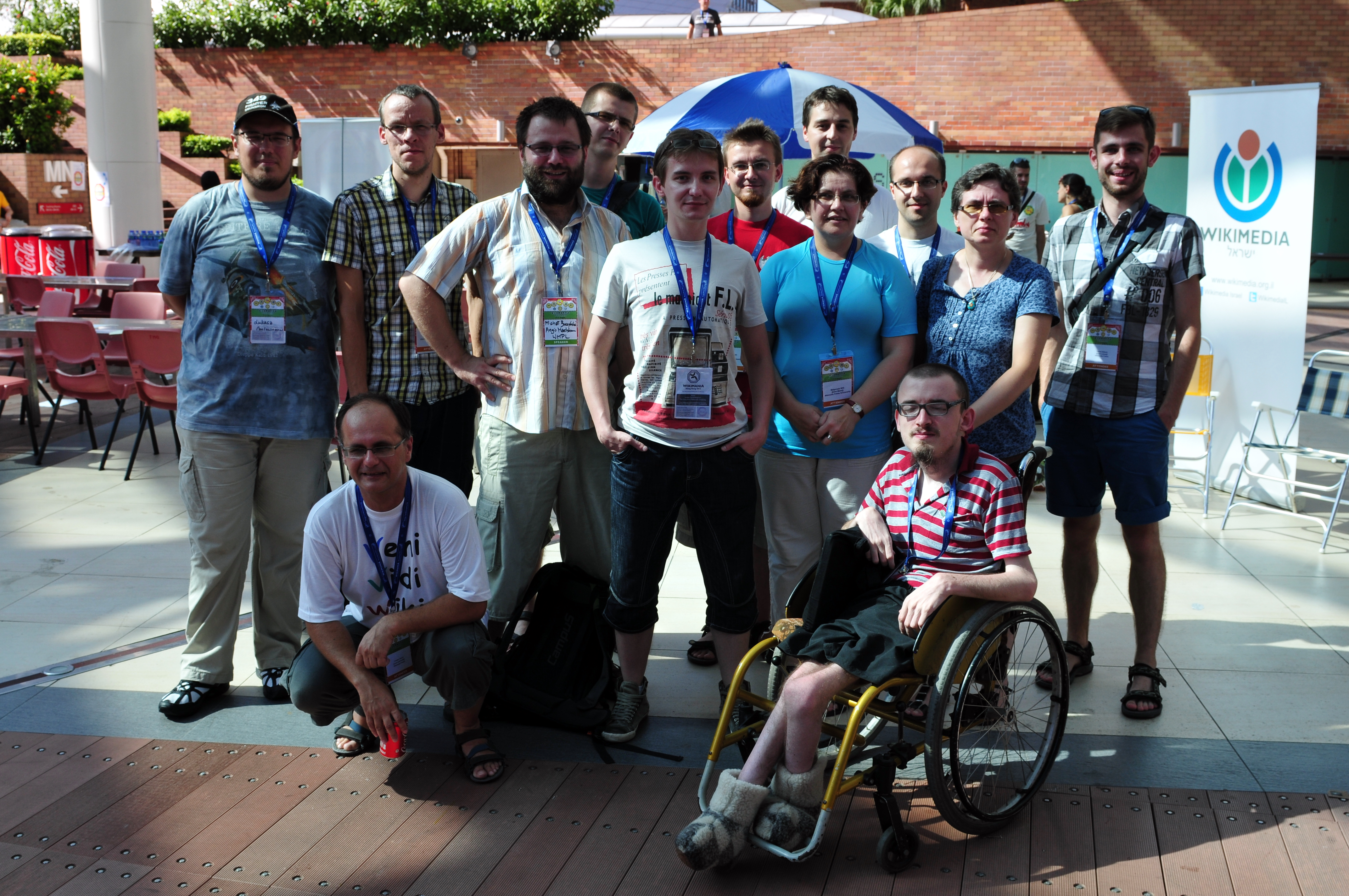
Польские википедисты на викивстрече

Польская Википедия возникла как независимый проект, в рамках домена wiki.rozeta.com.pl. По предложению основателей английской Википедии, сайт был включён в международный проект на домене http://pl.wikipedia.com 12 января 2002 года, 22 ноября на http://pl.wikipedia.org. Во избежание киберсквоттинга, польской Википедии также принадлежит домен www.wikipedia.pl, с которого осуществляется перенаправление на pl.wikipedia.org.
В польской Википедии много статей было создано ботами. В июле 2005 года бот tsca.bot был запрограммирован для загрузки статистики с официальных правительственных страниц о французских, польских и итальянских муниципалитетах. За несколько месяцев бот загрузил более чем 40 000 статей.
В польской Википедии раскрыта самая большая на сегодня фальсификация в Википедии (кроме фальсификации в английской Википедии с участником Essjay, упоминавшейся в Би-би-си). 8 ноября 2004 года была создана статья «Генрик Батута», содержавшая биографию вымышленной личности, выдаваемой авторами статьи за реальную. Статья просуществовала 15 месяцев, пока не была включена в список статей на удаление.
Содержимое польской Википедии было впервые издано на DVD в августе 2005 года, но издатель не имел договора с руководством Википедии, и диск был признан пиратским. Повторное издание было предпринято в июне 2006 года, а затем в июле 2007 года.
В 2008 поэт Ярослав Липшиц выпустил сборник «Mnemotechniki», содержащий поэтические пересказы статей из Польской Википедии.

Лого, созданное к 10 годовщине польского раздела Википедии

## Качество
По оценкам экспертов, в 2012 году по количеству участников, количеству статей и их содержанию, польская Википедия была наиболее сопоставима с португальской, русской и чешской Википедиями. Также по данным на 2012 год польская Википедия находится на 2 месте в мире после голландской по количеству статей на душу населения. В среднем на одного пользователя польской Википедии, как автора статьи приходится 0,957015 или чуть меньше, чем одна статья, для сравнения на одного пользователя английской Википедии приходятся в среднем 2 статьи, этот коэффициент немного выше, чем например у русского и японского разделов с 0,93076 и 0,9246 соответственно.
Один из статистических показателей Википедии — индикатор глубины, показывает, как часто статьи Википедии редактируются и пополняются участниками. Для польской Википедии в 2015 году глубина составила 19,9 единицы. Среди разделов-миллионников это один из худших показателей, опережающий лишь ботопедии (кроме вьетнамской). Среди разделов-миллионников польская Википедия имеет самое маленькое количество страниц.
С другой стороны, производительность труда среди имеющихся участников и количество новой информации, дополняемой ими при каждой новой правке является одной из самых высшей среди разделов, что делает польскую Википедию относительно крупной с учётом количества носителей польского языка. Среди 1000 статей, которые должен иметь каждый языковой раздел Википедии, польская Википедия занимает 14 место по качеству их содержимого.
Активность польских википедистов значительно снижается в ночное время суток, эта тенденция наблюдается и в других разделах Википедии, чьё основное языковое население живёт в пределах одной страны. Пик активности приходится на выходные дни, в отличие от большинства крупных разделов, которые наиболее активно развиваются в будние дни. Большинство правок польской Википедии происходит из самой Польши (91 %), далее идут: Великобритания (1,5 %), США (1,3 %), Германия (1,1 %), Франция (0,8 %), Швеция (0,7 %) и другие. В целом статьи на польском языке составляют 2,1 % от всех статей Википедии.

### Проблемы
Каждый пятый автор статей польской Википедии нарушает нейтральность изложений, следуя своему субъективному мнению. Так как большинство авторов статей составляют волонтёры, студенты и люди, пишущие на свою любимую тему, стиль языка зачастую не профессионален и содержит разговорную лексику. Многие авторы перед тем, как начать писать статьи, не знакомятся с правилами Википедии и рекомендациями редактирования, в результате каждая третья статья написана некачественно и непрофессиональным языком. Каждая 3 статья содержит плеоназмы, а каждая 5 — слишком длинные и сложные по структуре предложения, или низкокачественный перевод.

## Хроника польской Википедии

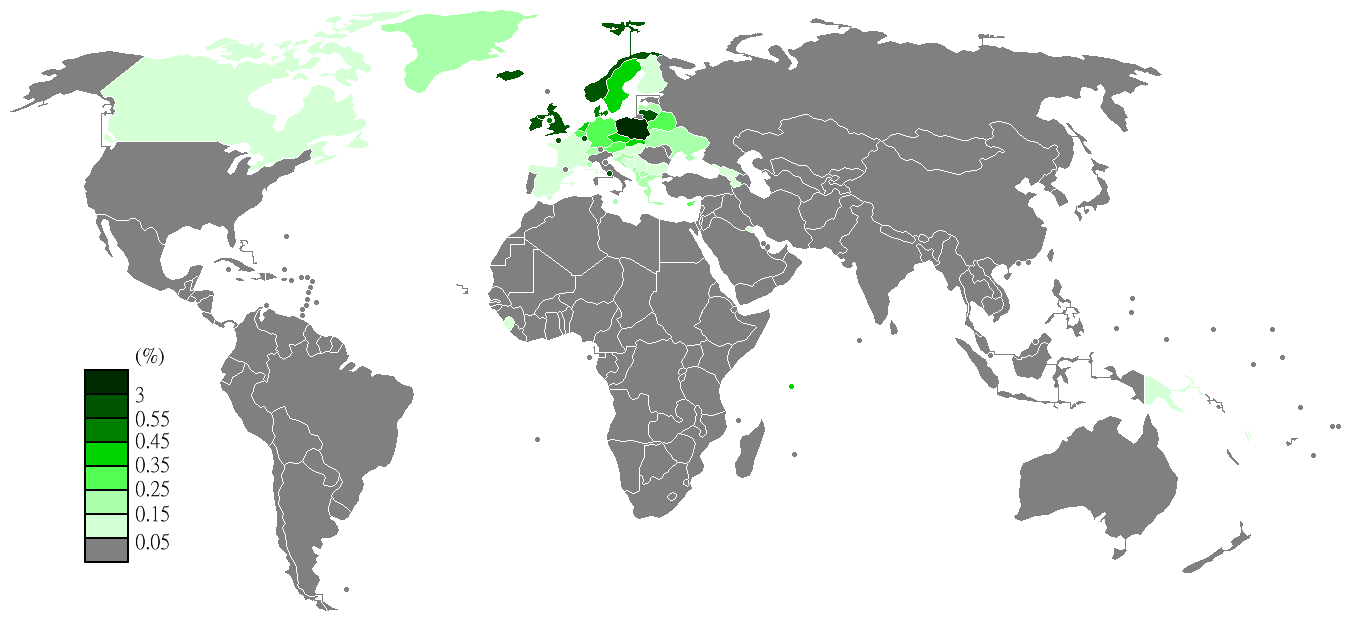
Процентное количество просматриваемых страниц польской Википедии по странам

Праздничный логотип к миллиону статей в польской Википедии

### 2000-е годы
- Сентябрь 2001 года — 100 статей.
- Январь 2002 года — 1 000 статей.
- 22 мая 2003 года — 10 000 статей.
- 27 января 2005 года — основатели польской Википедии: Кшиштоф П. Ясютович и Павел Йохым получили от польского сетевого сообщества «Internet Obywatelski» («Гражданский интернет») премию «интернет-граждан года» за 2004 год[15].
- Июль 2005 года — tsca.bot, один из ботов польской Википедии начал массовую заливку французских, итальянских и польских муниципалитетов. Таким образом за несколько месяцев было залито свыше 40 000 статей.
- 4 сентября 2005 года — польская Википедия перегнала по количеству нидерландскую Википедию, таким образом став шестой крупнейшей Википедией, однако 9 сентября польскую Википедию обгоняет итальянская Википедия, сместив польскую обратно на 7 место.
- 16 сентября 2005 года — 100 000 статей.
- 18 сентября 2005 года — польская Википедия обгоняет шведскую Википедию, став снова шестой крупнейшей Википедией.
- 23 сентября 2005 года — польская Википедия обгоняет итальянскую Википедию, став пятой крупнейшей Википедией.
- 15 января 2006 года — польская Википедия обгоняет японскую Википедию, став четвёртой крупнейшей Википедией.
- 26 января 2006 года — 200 000 статей.
- 26 сентября 2006 года — 300 000 статей.
- 8 июля 2007 года — 400 000 статей.
- 14 мая 2008 года — 500 000 статей.
- 30 апреля 2008 года — 600 000 статей.
- 13 октября 2009 года — польская Википедия получила премию — «особое признание за социальные инновации», и как самая инновационная польская ИТ-компания[16][17].

### 2010-е годы
- 12 мая 2010 года — 700 000 статей.
- 11 мая 2011 года — 800 000 статей.
- 12 мая 2011 года — итальянская Википедия обгоняет польскую, сместив её на 5 место.
- 26 октября 2011 года — испанская Википедия обгоняет польскую, сместив её на 6 место.
- 30 октября 2011 года — нидерландская Википедия за счёт массовой ботозаливки обгоняет польскую, сместив её на 7 место с 840,000 статьями.
- 10 января 2012 года — польская Википедия за счёт ботозаливки обгоняет испанскую Википедию с 870 000 статьями, попав обратно на 6 место.
- 4 июня 2012 года — 900 000 статей.
- 15 октября 2012 года — испанская Википедия снова обгоняет польскую, сместив её на 7 место.
- 3 декабря 2012 года — русская Википедия обгоняет польскую, сместив её на 8 место, а также на второе место крупнейшей славянской Википедии.
- 4 апреля 2013 года — шведская Википедия за счёт массовой ботозаливки обгоняет польскую Википедию, сместив её на 9 место.
- 24 сентября 2013 года — 1 000 000 статей. Стала 9 разделом Википедии с более чем 1 000 000 статей.
- 18 июня 2014 года — варайская Википедия за счёт массовой ботозаливки обгоняет польскую Википедию, сместив её на 10 место.
- 22 июня 2014 года — вьетнамская Википедия за счёт массовой ботозаливки обгоняет польскую Википедию, сместив её на 11 место.
- 30 июля 2014 года — себуанская Википедия за счёт массовой ботозаливки обгоняет польскую Википедию, сместив её на 12 место.
- 1 августа 2014 года — 40 000 000 правок.
- 27 февраля 2015 года — общее количество страниц в польском разделе превысило 2 222 222.
- 16 марта 2015 года — 1 100 000 статей.
- 27 октября 2015 года — польская Википедия обогнала вьетнамскую и заняла 11 место.
- 27 января 2018 года — польская Википедия обогнала варайскую и заняла 10 место.

### 2020-е годы
- 14 декабря 2021 года — 1 500 000 статей. Юбилейной стала статья «SMS Kaiser Wilhelm der Grosse»[18].

## Статистика

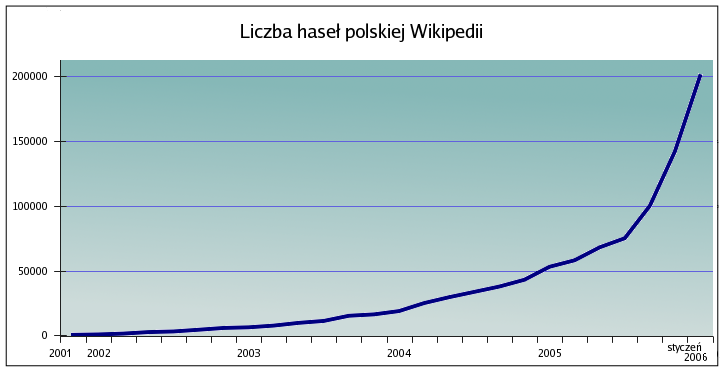
Рост числа статей в польском разделе

По состоянию на 12 августа 2025 года польский раздел Википедии содержит 1 665 861 статья. Зарегистрировано 1 405 102 участника, из них 11 056 совершили какое-либо действие за последние 30 дней, а 96 участников имеют статус администратора. Общее число правок составляет 77 182 023.
Занимает 10 место по количеству статей среди всех разделов.

## Тематический состав
На начало сентября 2009 год содержала более 630 тыс. статей, из них:
- Польские населённые пункты — 45 888 (считают, что из них около 6000 статей создали люди);
- Французские населённые пункты — более 36 360;
- Планетоиды — более 15 000;
- Итальянские муниципалитеты — более 8100;
- Неоконченные статьи о персоналиях — более 16 450 (все созданные людьми);
- Объекты NGC — более 7030;

## Забастовка в июле 2018 года

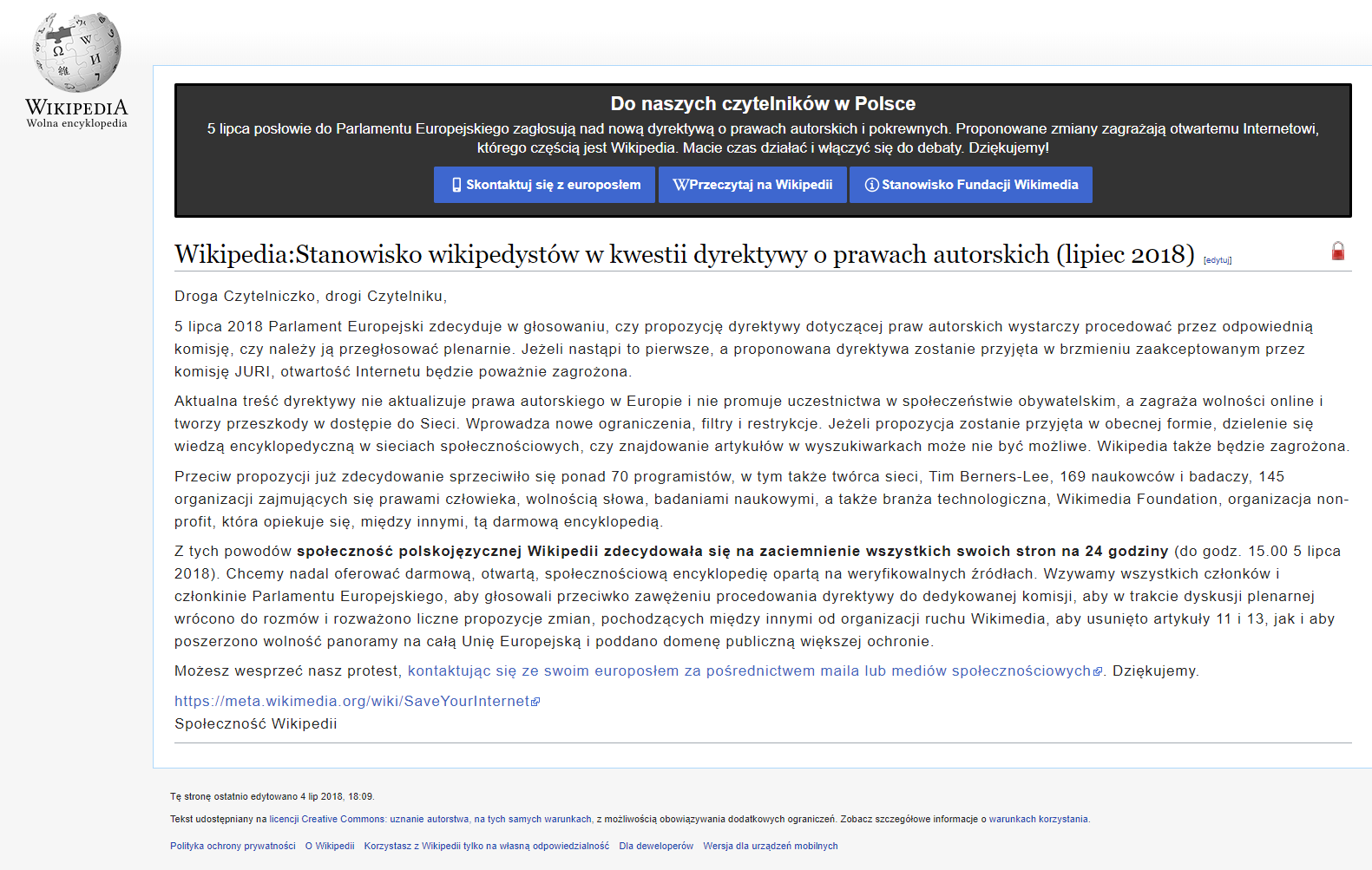
Скриншот Польской Википедии 4 июля 2018 года

4 июля 2018 года польский раздел присоединился к протестам против планируемого принятия Европарламентом т. н. «Директивы об авторском праве на едином цифровом рынке». Посетители раздела не могли просматривать никакие статьи или обсуждения, и перенаправлялись на страницу с текстом заявления, поддерживающего протест против ужесточения копирайтных ограничений в интернете и призывающего присоединиться к акции.